# 中江利忠
中江 利忠（なかえ としただ、1929年10月4日 - ）は、日本のジャーナリスト。元朝日新聞社社長。

## 来歴・人物
千葉県千葉市緑区出身。東京帝国大学文学部社会学科卒業。マルクス主義者で、在学中は終始、学生運動に携わっていたが、中江本人は、日本共産党には関わらなかったと言っている。1953年4月に朝日新聞社入社。毎年1回目に行われるキャリア組の本社採用の試験には落第し、2回目に行われるノンキャリア組の地方採用の試験に合格しての入社だった。初任地の静岡支局時代、ビキニ環礁で行われたアメリカ軍の水爆実験で、焼津漁港を母港とする遠洋マグロ漁船、第五福竜丸の被爆事件という歴史的大事件の発生を読売新聞に抜かれ、「ビキニ抜かれの中江利忠（リチュウ）」という有り難くない異名を頂戴する。しかし日本のビッグ・リンカーといわれる元国際文化会館理事長・同盟通信社常務理事松本重治の又従兄弟に当たることから元首相松方正義公爵一族に連なり（一族に元共同通信社専務理事松方三郎がいる）、朝日新聞社の上野社主家とも親戚で、元首相吉田茂の側近で終戦連絡中央事務局次長、東北電力会長などを歴任した白洲次郎や白洲の岳父樺山愛輔伯爵（元国際通信社社長）、元同盟通信社社長岩永裕吉（息子の岩永信吉は元共同通信社常務理事）、元東京帝国大学総長長與又郎男爵（息子の長與道夫は元共同通信社常務理事）、元首相犬養毅（孫の犬養康彦は元共同通信社社長）、元外相芳沢謙吉、元朝日新聞社副社長（第4次・第5次吉田内閣副総理・自由党総裁・自由民主党総裁代行委員）緒方竹虎らとも遠縁に当たる「華麗なる一族」ぶりなどから、本社採用同様の扱いを受け、「朝日のプリンス」として早くから社長候補に擬せられた。名古屋本社経済部長兼論説委員、東京本社経済部長、1978年12月東京本社編集局長、1982年6月取締役・東京本社編集局長、1983年10月取締役（総務・労務担当）、1984年6月常務取締役（総務・労務担当）、1986年9月常務取締役（編集担当）、1987年6月専務取締役（編集担当）、1988年6月代表取締役専務取締役（編集担当）と歴任し、1989年4月に発生した朝日珊瑚事件で、一柳東一郎社長が6月に引責辞任した後任として社長に就任。珊瑚事件以前に一柳社長は中江専務にテレビ朝日社長への転出を打診しており、事件がなければ朝日新聞社社長を逃していた可能性があった。その後は、1996年取締役相談役、2002年6月特別顧問、2005年6月社友。
1993年10月20日、かねてより朝日新聞社に強い不満を表明していた野村秋介らの来社を受け入れて話し合いの場を持った。野村は会談の場で「皇尊弥栄」を三唱後に拳銃自殺した。対応した朝日新聞社側の幹部が、中江のほか誰だったかは公表されなかった。
1996年11月、ジャーナリストの岩瀬達哉が『Views』1997年1月号で、リクルート事件発覚前の専務取締役時代に、リクルートの経営する会員制クラブで江副浩正会長の接待を受けていたことを明らかにした。
1989年から1996年まで日本新聞協会の理事を務め、そのうち1991年6月から1995年6月までは同協会会長を務めた。2007年に新聞文化賞を受賞。ロシア文化フェスティバルの日本組織委員会委員も務めている。